# Gil Island
Gil Island ist eine grundsätzlich unbewohnte Insel in der kanadischen Provinz British Columbia und erhielt ihren Namen 1792 durch den spanischen Kapitän Jacinto Caamaño. Sie liegt in der Hecate Strait zwischen Pitt Island im Westen und Princess Royal Island im Osten. Im Nordosten liegt Gribbell Island, während im Südwesten Campania Island liegt. Die Insel ist 26 km lang, zwischen 6 und 13 km breit und hat eine Gesamtfläche von 236 km². In den umgebenden Gewässern sind unter anderem Große Schwertwale beheimatet. Wie die meisten der Inseln im nördlichen Küstenbereich der Provinz wird sie zum Great Bear Rainforest gerechnet.
Am 22. März 2006 lief eine Fähre der BC Ferries, die Queen of the North, mit 101 Personen an Bord durch einen Navigationsfehler vor Gil Island auf Grund und sank im Wright Sound. Bei dem Unglück kamen zwei Passagiere ums Leben.